# 크세노파네스

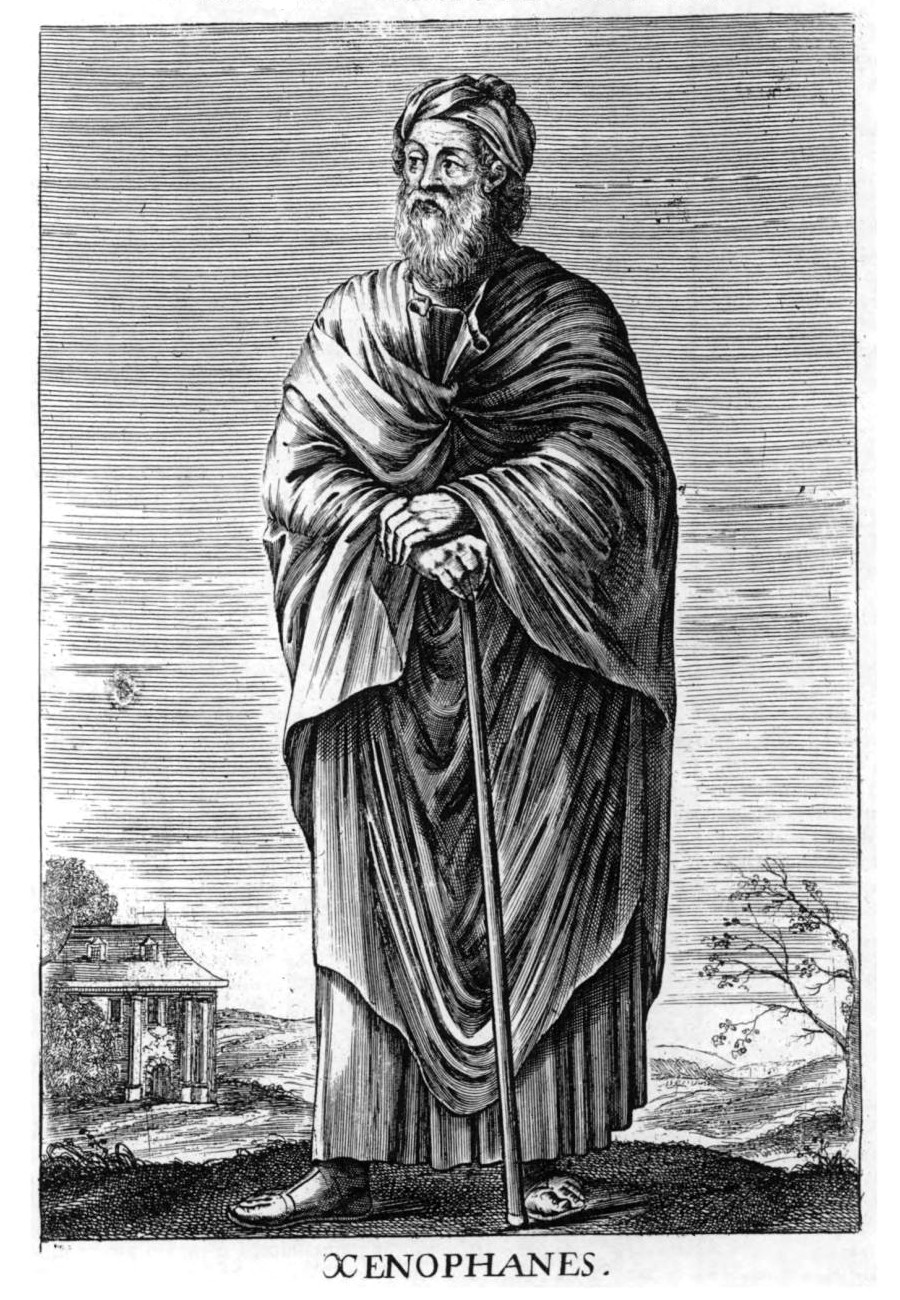
크세노파네스, 17세기 판화.

크세노파네스(고대 그리스어: Ξενοφάνης, 기원전 570년 - 기원전 480년)는 고대 그리스의 철학자이자, 시인이다.
그는 이오니아 콜로폰 출신으로 오랜 방랑 생활 끝에 엘레아에 정착했다. 엘레아에 망명한 뒤에는 생활을 위하여 자작(自作)한 시를 읊으면서 방랑하였다. 〈자연에 관하여〉란 교훈시를 남겼으며, 시형(詩型)은 서사시로서 애가조(哀歌調)이다
현재, 그에 대한 지식은 후기 그리스 작가들에 의해 인용되어 남겨진 단편적인 그의 시로부터 얻어진 것들이다. 그의 시는 그리스인들이 의인화된 신, 판테온에 대한 믿음과 운동 경기에 대한 숭배를 포함하여, 다양한 분야의 사상을 비판하고 풍자하였다. 그는 호메로스와 헤시오도스까지도 공격하였는데 그들이 인간의 도둑질, 악덕, 간음 등의 업(業)을 만들어 내고는 그것을 신(神)에게로 돌렸기 때문이라는 것이다. 그에게 신이란 태어난다든지 죽는 것이 아니고, 신은 불변부동하여 하나이면서 동시에 일체인 것이며 비물체적인 것이다. 또한 생성(生成)하는 것은 흙과 물이며, 모든 것은 흙에서 나와 또다시 흙으로 돌아간다고 주장하였다.